# Ram 1500 Ramcharger
Ram 1500 Ramcharger ― це плагін-гібрид і електромобіль з розширеним діапазоном ходу, повнорозмірний легковантажний пікап на базі Ram п'ятого покоління, анонсований у листопаді 2023 року.

## Опис
Ramcharger має електродвигуни як для передньої, так і для задньої осі. Потужність двигуна передньої осі становить 250 кВт (340 к.с.), а задньої - 238 кВт (319 к.с.). 
3,6-літровий бензиновий двигун Pentastar V6 з'єднаний з генератором потужністю 130 кВт (170 к.с.), який заряджає батарею і збільшує запас ходу вантажівки, але не має прямого зв'язку з колесами. Коли додаткова потужність або тяга не потрібні, передній двигун автоматично відключається від коліс для підвищення ефективності.
Рам очікує, що запас ходу на електротязі складе 145 миль (233 км), а на бензиновому двигуні - 690 миль (1110 км). Паливний бак має ємність 27 галонів (102 л). Вантажівки будуть оснащені роз'ємом CCS для швидкої зарядки постійним струмом, що дозволяє збільшити запас ходу на 50 миль (80 км) приблизно за 10 хвилин. Також очікується, що вантажівка буде розвивати до 663 кінських сил (494 кВт) і 834 Н⋅м крутного моменту, час розгону від 0 до 60 миль/год - 4,4 секунди, тягова здатність - до 14 000 фунтів (6400 кг), а вантажопідйомність - до 2 625 фунтів (1191 кг).
На відміну від звичайного Ram 1500, який використовує стандартні задні пружини, Ram 1500 Ramcharger має пневматичну підвіску в якості стандартного обладнання.

## Двигун
- 3.6 л Pentastar V6 + генератор та 2 електродвигуни, сукупна потужність 663 к.с, 834 Нм